# Magnetometria
Magnetometria (z gr. μαγνῆτις λίθος magnētis líthos "magnetyt", łac. metreo "mierzę") – dział geofizyki interpretujący anomalie magnetyczne, skorupowe oraz właściwości magnetycznych utworów geologicznych.